# Nyitott Zsinagógák Éjszakája
A Nyitott Zsinagógák Éjszakája nevű programot az Egységes Magyarországi Izraelita Hitközség (EMIH) hívta életre 2015-ben a népszerű Múzeumok Éjszakája keretében, így utóbbival minden évben egy időben kerül megrendezésre. Az esemény célja, hogy a zsidó vallást és kultúrát az érdeklődők ne csak kizárólag múzeumi környezetből ismerjék meg, hanem lehetőségük legyen információkat és élményt meríteni primer forrásból: a zsidó vallás központi helyszínéből, vagyis a zsinagógákból.
A program keretében az EMIH egyes zsinagógái vesznek részt, amik között a Múzeumok Éjszakáján jellemzően négy különbusz ingázik az esetleges nagyobb távolságok könnyű leküzdéséért. A helyszíneken a zsinagógák történetei óránként kerülnek csoportos bemutatásra, ezen kívül pedig filmvetítések, kiállítások és „Kérdezd a rabbit!” pult is van, továbbá kóser ételek és italok kóstolására is van lehetőség.
A Zsinagógák éjszakáján résztvevő budapesti helyszínek
- Budavári zsidó imaház
- Chábád – Keren Or Kulturális Központ és zsinagóga
- Óbudai zsinagóga
- Sász Hevra – Vasvári zsinagóga
- Zsilip

A Zsinagógák éjszakáján résztvevő vidéki helyszínek
- EMIH – Keszthelyi zsinagóga
- EMIH – Mádi zsinagóga, Csodarabbik útja